# Pelecorhynchus kroeberi
Pelecorhynchus kroeberi är en tvåvingeart som först beskrevs av Lindner 1925.  Pelecorhynchus kroeberi ingår i släktet Pelecorhynchus och familjen Pelecorhynchidae. Inga underarter finns listade i Catalogue of Life.